# Coevoluție

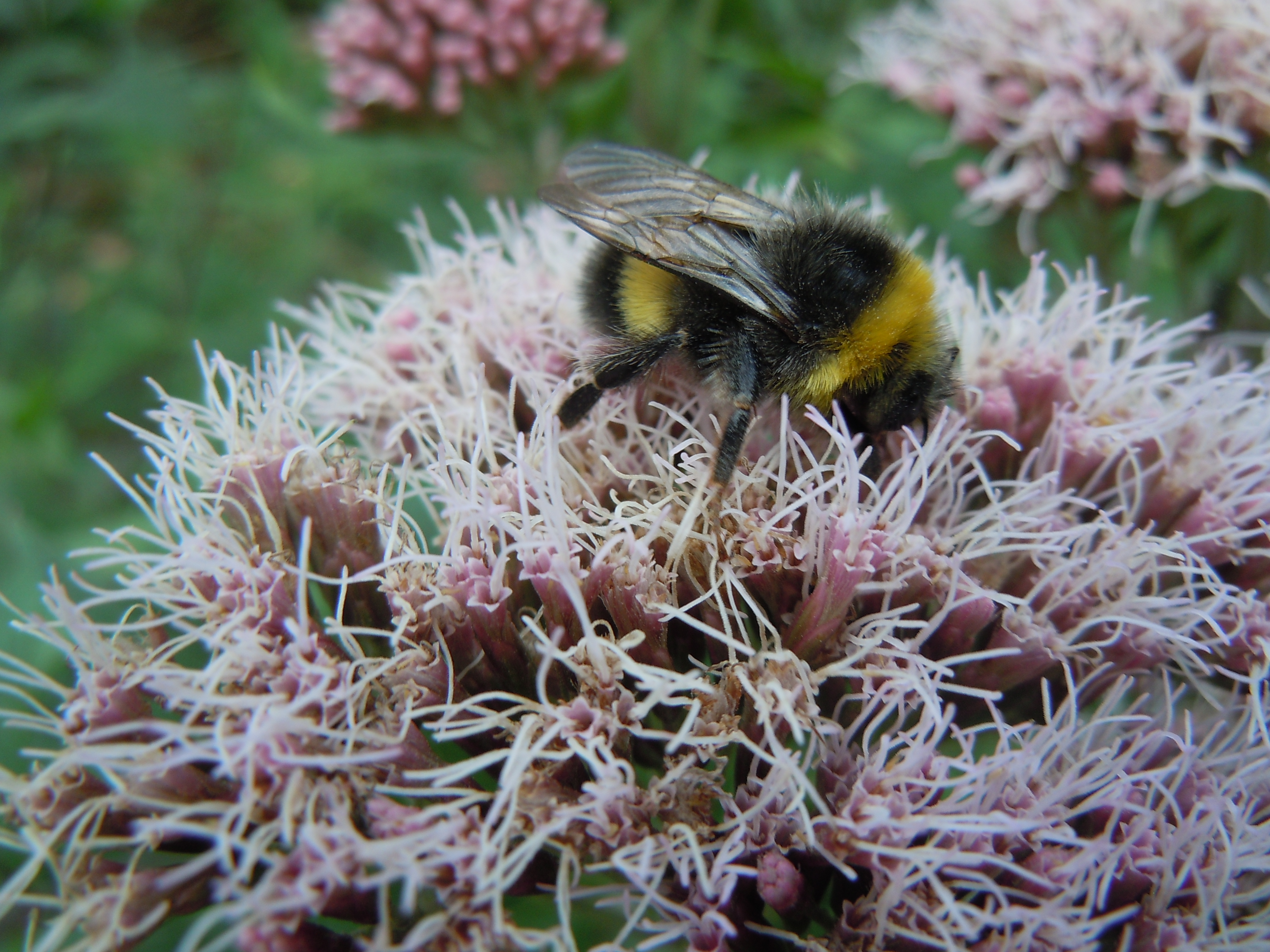
Bondarii și florile pe care le polenizează au co-evoluat astfel încât ambele părți au devenit dependente una de cealaltă pentru a supraviețui.

În biologie, co-evoluția este "schimbarea unui corp biologic declanșată de schimbarea unui corp înrudit." Coevoluția poate apare la mai multe nivele biologice: ea poate fi la nivel microscopic ca mutații corelate a aminoacizilor dintr-o proteină sau macroscopică ca co-variația trăsăturilor între diferite specii dintr-un mediu. Fiecare parte a relației de co-evoluție exercită presiuni selective asupra celeilalte părți, afectând astfel evoluția celuilalt.